# Печатка Арканзасу
Велика печатка штату Арканзас (англ. The Great Seal of the State of Arcansas) — один з державних символів штату Арканзас, США.

## Історія
Печатку розробили і прийняли законодавчі збори штату як офіційний символ Арканзасу 1864 року. Єдину зміну в дизайн символіки було внесено 23 травня 1907 року і з тих пір печатка штату Арканзас існує без змін.
Зовнішнє кільце печатки містить текст «Велика печатка штату Арканзас» англійською мовою. Внутрішнє коло містить зображення ангела милосердя, меча правосуддя і богині Свободи. У центрі внутрішнього кола зображено орла, що тримає в дзьобі стрічку з латинським написом «Regnat Populus», яка в свою чергу означає офіційний девіз штату Арканзас «Народ керує сам». Між лапами орла знаходиться щит, на якому зображені пароплав, плуг, вулик, сніп — символи промислового і сільськогосподарського розвитку штату Арканзас.